# Persona
Personou se v analytické psychologii označuje archetyp kolektivního nevědomí, který hraje roli v lidských interakcích. Na rozdíl od širšího pojmu osoba je určen svým významem slova maska (řecky προσῶπον prosópón, latinsky persona), kterou nosil herec v řeckém dramatu a která určovala jeho momentální roli. Výřez z kolektivní psýché, která má právě takovéto rysy, nazval C.G.Jung personou.
V oblasti sociální se může maskou nazývat například sociální prestiž, status osobnosti ve společnosti, osobní kredit. Persona je produktem sociální adaptace a vyjadřuje normativně určený způsob chování vyladěný na společenská očekávání. Pro společnost je důležitá vyhraněná role, se kterou se dá počítat, společnost rozvržení rolí bere jako ideál, a proto soukromý život se přísně odděluje od veřejné oblasti. Skrze personu se člověk může a chce nějak jevit, hrát společenskou roli, nebo se za maskou skrýt. Persona může být budována jako ochranný val, který zakrývá skutečnou povahu jedince.

## Persona a individualita
C. G. Jung zavedl pojem persony jako archetypu kolektivního nevědomí z důvodu, že se rozvíjí ve společenských interakcích jako kompromisní útvar. Persona sice odděluje psýché individua od kolektivní oblasti, necharakterizuje však individualitu psýchy, ale je výřezem z kolektivní psýché a vede člověka k přesvědčení, že je jedinečný. Persona vytváří ideální představu o vlastní osobnosti a obsahy, které do tohoto obrazu nezapadají, jsou přehlíženy nebo vytěsňovány. Propůjčuje člověku přesvědčení, že je jedinečný, zatímco je hranou rolí, která individualitu předstírá a dodává úřad, titul či jméno. Zároveň zůstává jedinou možností, jak individualitu projevit. Z tohoto hlediska je velice potřebnou a žádoucí komponentou psýchy, ochranou a zdrojem k projevení života.
V personě je přítomna identita jáského vědomí, které je s ní identické. V tomto smyslu je persona rolí jáského vědomí, zatímco skutečná individuální povaha duše je její bytostné Já.

## Problematika identifikace s personou
Čím silnější je vnější či vnitřní tlak na identifikaci s personou, tím více nastupuje kompenzační efekt, neuróza, rozmrzelost, nesnášenlivost. Role siláka může být v soukromém životě kompenzována zženštilostí. Identifikace s personou neznamená být si sebe vědom, ale naopak, znamená setrvávat v oblasti nevědomí, potlačit jiné rozměry osobnosti a zcela se nechat ovládat svojí společenskou rolí a tím pádem nevědomými obsahy.

## Persona v konceptu individuace
Účelem individuace je osvobodit bytostné Já z předstíraných obalů persony. Persona v tomto smyslu projevuje moc nevědomých obsahů, jejichž sugestivita je překážkou v procesu individuace. Čím silnější je identifikace s personou, tím více zůstávají slabosti v temnotách nevědomí a silněji se projevuje řeč animy.